# Gösta Holmér
Gustaf Richard Mikael „Gösta“ Holmér  (* 23. September 1891 in Djursdala, Vimmerby; † 22. April 1983 in Stockholm) war ein schwedischer Leichtathlet, der sich auf den Mehrkampf spezialisiert hatte und auch als Läufer über 110 Meter Hürden in Erscheinung trat. Er startete für die Upsala SIF, war 1,85 m groß und 84 kg schwer.
Nach Beendigung seiner aktiven Laufbahn arbeitete er für den schwedischen Leichtathletikverband. Von 1925 bis 1957 war er Cheftrainer des schwedischen Leichtathletikverbandes. Er ist der Entwickler des Fahrtspiels und steigerte die Trainingsgeschwindigkeit bei gleichbleibendem Trainingsumfang für die Läufer/Läuferinnen.

## Leistungen national
Holmér gewann insgesamt zehn Landesmeistertitel:
- 1912, 1913, 1915, 1917 und 1920 im Fünfkampf
- 1913, 1917, 1918 und 1919 im Zehnkampf
- 1913 über 110 m Hürden

Hinzu kommen über die Hürdenstrecke zwei Vizemeisterschaften 1917 und 1920.

## Leistungen international
Holmér nahm an zwei Olympischen Spielen teil: 1912 in Stockholm und 1920 in Antwerpen.
- In Stockholm ging er im Hochsprung, im Fünfkampf und im Zehnkampf an den Start.
  - Im Hochsprung verfehlte er mit übersprungenen 1,60 m die geforderte Qualifikationshöhe von 1,83 m deutlich.
  - Im Fünfkampf lief es für ihn zunächst recht gut. Er schaffte im Diskuswurf 31,78 m, über 200 m 24,0 s und im Speerwurf 45,46 m und gehörte zu den zwölf Athleten, die den Wettkampf mit der vierten Disziplin fortsetzen durften. Dann aber kam er im Weitsprung nicht über 6,02 m hinaus und fiel auf Rang zwölf zurück. Da jedoch nur die besten sechs Athleten für den abschließenden 1500-m-Lauf zugelassen waren, musste er die Konkurrenz vorzeitig beenden und kam in der Gesamtwertung auf Platz acht.
  - Im Zehnkampf gewann er die Bronzemedaille hinter seinen beiden Landsleuten Hugo Wieslander und Charles Lomberg. Seine Leistungen: 100 m 11,4 s, Weitsprung 5,98 m, Kugelstoßen 10,98 m, Hochsprung 1,70 m, 400 m 53,2 s, Diskuswurf 31,78 m, 110 m Hürden 17,0 s, Stabhochsprung 3,20 m, Speerwurf 46,28 m und 1500 m 4:41,9 min. Die Medaille hat jedoch einen Beigeschmack. Ursprünglich hatte Holmér den Zehnkampf als Vierter beendet. Der Sieger, der Amerikaner Jim Thorpe, wurde jedoch im darauffolgenden Jahr wegen Verstoßes gegen die Amateurstatuten disqualifiziert, was zur Folge hatte, dass die Goldmedaille dem Zweitplatzierten Wieslander zuerkannt wurde und Holmér auf den Bronzemedaillenplatz aufrückte. Jahrzehnte später wurde Thorpe rehabilitiert und gemeinsam mit Wieslander zum Olympiasieger erklärt. Die Platzierungen blieben von dieser Entscheidung unberührt; Lomberg und Holmér durften ihre Silber- bzw. Bronzemedaille behalten.
- In Antwerpen startete er über 110 m Hürden und im Zehnkampf.
  - Im Hürdenlauf hatte er das Pech, im mit Abstand am stärksten besetzten Vorlauf starten zu müssen – selbst der Zweitplatzierte war mit 15,4 s noch schneller als die Sieger der übrigen fünf Rennen. Holmér wurde Dritter und war damit ausgeschieden.
  - Im Zehnkampf kam er erneut auf Platz vier hinter dem Norweger Helge Lövland, dem Amerikaner Brutus Hamilton und dem Schweden Bertil Ohlson. Seine Leistungen: 100 m 11,8 s, Weitsprung 5,92 m, Kugelstoßen 11,06 m, Hochsprung 1,70 m, 400 m 56,5 s, 110 m Hürden 16,6 s, Diskuswurf 34,82 m, Stabhochspringen 3,20 m, Diskuswurf 47,62 m und 1500 m 5:01,6 min.

## Bestleistungen
- 110 m Hürden: 15,8 s (9. Juli 1914 in Malmö und 1. August 1920 in Stockholm)
- Hochsprung: 1,85 m (16. September 1917 in Stockholm), Platz 10 auf der Weltrangliste
- Zehnkampf: 7570,455 Punkte (27. Juli 1919 in Linköping), Platz 2 auf der Weltrangliste, dazu weitere Top-Ten-Platzierungen:
  - 1912: Platz 5 mit 7347,855 Punkten (15. Juli in Stockholm)
  - 1913: Platz 3 mit 7222,080 Pkt. (5. Oktober in Uppsala)
  - 1914: Platz 4 mit 7229,655 Pkt. (9. Juli in Malmö)
  - 1918: Platz 5 mit 6941,250 Pkt. (28. Juli in Gävle)
  - 1920: Platz 10 mit 6741,970 Pkt. (4. Juli in Stockholm)